# 13A busz (Székesfehérvár)
A székesfehérvári 13A jelzésű autóbusz a Csapó utca és a Babér utca között közlekedett, a 13-as busz betétjárataként. A 2024. április 2-ai menetrendváltással a vonal megszűnt, beleolvadt a 37-es buszvonalba. A viszonylatot a Volánbusz üzemeltette.

## Története
2008. december 14-én hozták létre a 13-as hétvégi és csúcsidőn kívüli kihasználatlansága miatt, a Szedreskerti lakónegyedből átkerült a Csapó utcába a végállomás. Így, a 13-asnál rövidebb útvonalon, vele összehangoltan közlekedik.
2014. június 28-án végállomása a Zsurló utcából a Babér utcába került át. Az Alba Ipari Zóna jelentős bővülése indokolttá tette, hogy a Babér utcába tereljenek több buszjáratot is, a 13A-n kívül a 13-as, 13G és 16-os buszoknak is az Alba Ipari Zóna, Babér utca lett a végállomása. A régi végállomáshoz (Alba Ipari Zóna, Zsurló utca) az újonnan létrehozott 13Y busz járt, ami a 13G busszal azonos útvonalon közlekedett a végállomása előtti megállóig.

## Útvonala
| Babér utca felé | Csapó utca felé |
| --- | --- |
| Csapó utca vá. – Selyem utca – Piac tér – Vörösmarty tér – Széchenyi utca – Horvát István utca – Prohászka Ottokár út – Béke tér – Mártírok útja – Seregélyesi út – Repkény utca – Babér utca – Babér utca vá. | Babér utca vá. – Babér utca – Repkény utca – Seregélyesi út – Mártírok útja – Béke tér – Prohászka Ottokár út – Horvát István utca – Széchenyi utca – Vörösmarty tér – Piac tér – Halász utca – Csapó utca vá. |

## Megállóhelyei
Az átszállási kapcsolatok között a Szedreskerti lakónegyedtől induló, majd az Autóbusz-állomástól azonos útvonalon közlekedő 13-as busz nincs feltüntetve.
| 0  | Csapó utca végállomás          | 21 | 11A, 12A, 15, 15Y, 17, 29, 40, 41, 42, 43, 44 | Tolnai Utcai Általános Iskola                                                     |
| 2  | Autóbusz-állomás               | 19 | 10, 11, 11A, 12, 12A, 12Y, 13G, 13Y, 14, 14G, 15, 15Y, 26, 26A, 26G, 27, 36, 37, 38, 40, 41, 42, 43, 44 707, 718, 747, 748, 749, 750, 751, 757, 758, 759, 8000, 8001, 8002, 8010, 8011, 8013, 8030, 8032, 8033, 8035, 8037, 8039, 8040, 8046, 8047, 8048, 8049, 8050, 8055, 8060, 8062, 8065, 8066, 8067, 8068, 8069, 8070, 8078, 8080, 8086, 8090, 8092, 8093, 8095, 8096, 8097, 8098, 8099 1172, 1173, 1174, 1204, 1205, 1215, 1229, 1507, 1510, 1512, 1529, 1563, 1706, 1707, 1734, 1758, 1803, 1808, 1809, 1822, 1823, 1824, 1826, 1840, 1841, 1842, 1843, 1844, 1845, 1853 | Autóbusz-állomás, Alba Plaza, Belváros                                            |
| 4  | Református Általános Iskola    | 17 | 11, 11A, 11G, 12, 12A, 12Y, 13G, 13Y, 15, 15Y, 22, 23, 23E, 24, 25, 26, 26A, 36, 37, 38, 40, 41, 43, 44 | Református templom, Talentum Református Általános Iskola, József Attila Kollégium |
| 7  | Prohászka Ottokár templom      | 14 | 20, 33, 34, 35, 36, 37, 38, 40, 41, 43, 44 | Prohászka Ottokár-emléktemplom, Vörösmarty Mihály Művelődési Ház                  |
| 9  | Vasútállomás                   | 12 | 13G, 13Y, 20, 30, 31, 31E, 32, 33, 34, 35, 36, 37, 38, 40, 41, 43, 44 8010, 8011, 8013, 8086, 8092, 8093, 8098 S30 G30 Z30 S34 S35 G43 S150 S440 S450 IC, sebesvonat, gyorsvonat, expresszvonat | Vasútállomás, Vasvári Pál Gimnázium, Kodály Zoltán Általános Iskola és Gimnázium  |
| 10 | Gyár utca                      | 11 | 20, 30, 40, 41, 43, 44 |                                                                                   |
| 11 | Kinizsi utca                   | 10 | 20, 30, 40, 41, 43, 44 |                                                                                   |
| 12 | Madách Imre utca               | 9  | 20 |                                                                                   |
| 13 | Raktár utca                    | 8  | 13G, 13Y, 20 | Ifjabb Ocskay Gábor Jégcsarnok                                                    |
| 14 | Seregélyesi út / Mártírok útja | 7  | 20 8030, 8032, 8035, 8037, 8039 |                                                                                   |
| 15 | Tejüzem                        | 6  | 13G, 13Y, 16, 42 8030, 8032, 8033, 8035, 8037, 8039 1823 | Alföldi Tej Értékesítő és Beszerző Kft., Árpád Szakképző Iskola és Kollégium      |
| 16 | Seregélyesi út 96.             | 5  | 13G, 13Y, 16, 42 | Alufe Kft.                                                                        |
| 17 | Seregélyesi út 108.            | 4  | 13G, 13Y, 16, 42 8030, 8032, 8035, 8037, 8039 | ARÉV Út- és Mélyépítő Kft.                                                        |
| 18 | Repkény utca / Seregélyesi út  | 3  | 13G, 13Y, 16, 42 8030, 8032, 8033, 8035, 8037, 8039 | Nehézfémöntöde Zrt.                                                               |
| 19 | Repkény utca / Zsurló utca     | 2  | 13G, 13Y, 16 |                                                                                   |
| 20 | Zsálya utca                    | 1  | 13G, 16 |                                                                                   |
| 21 | Babér utca végállomás          | 0  | 16 |                                                                                   |